# Delahaye Type 103

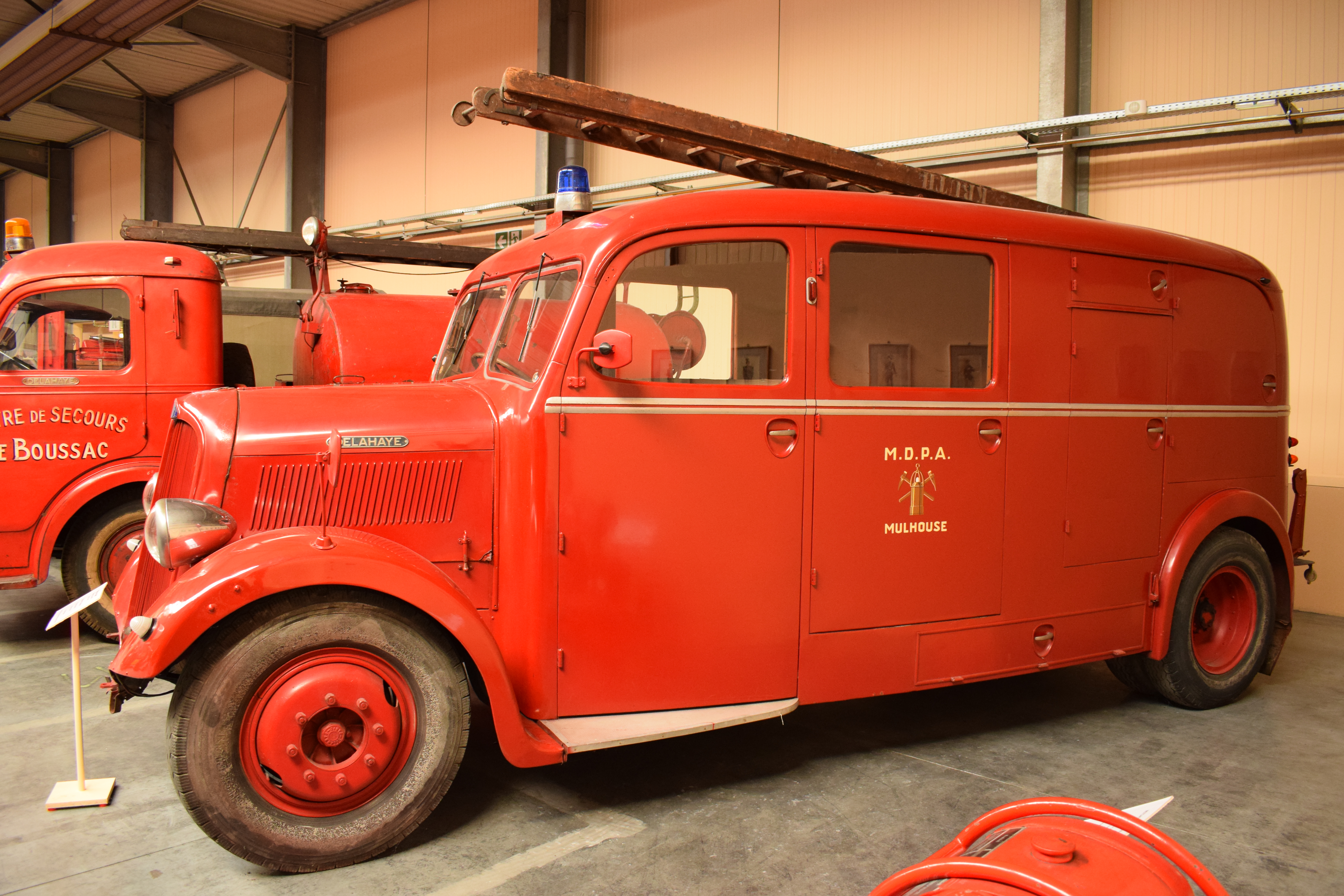
Delahaye Type 103 als Kastenwagen für die Feuerwehr

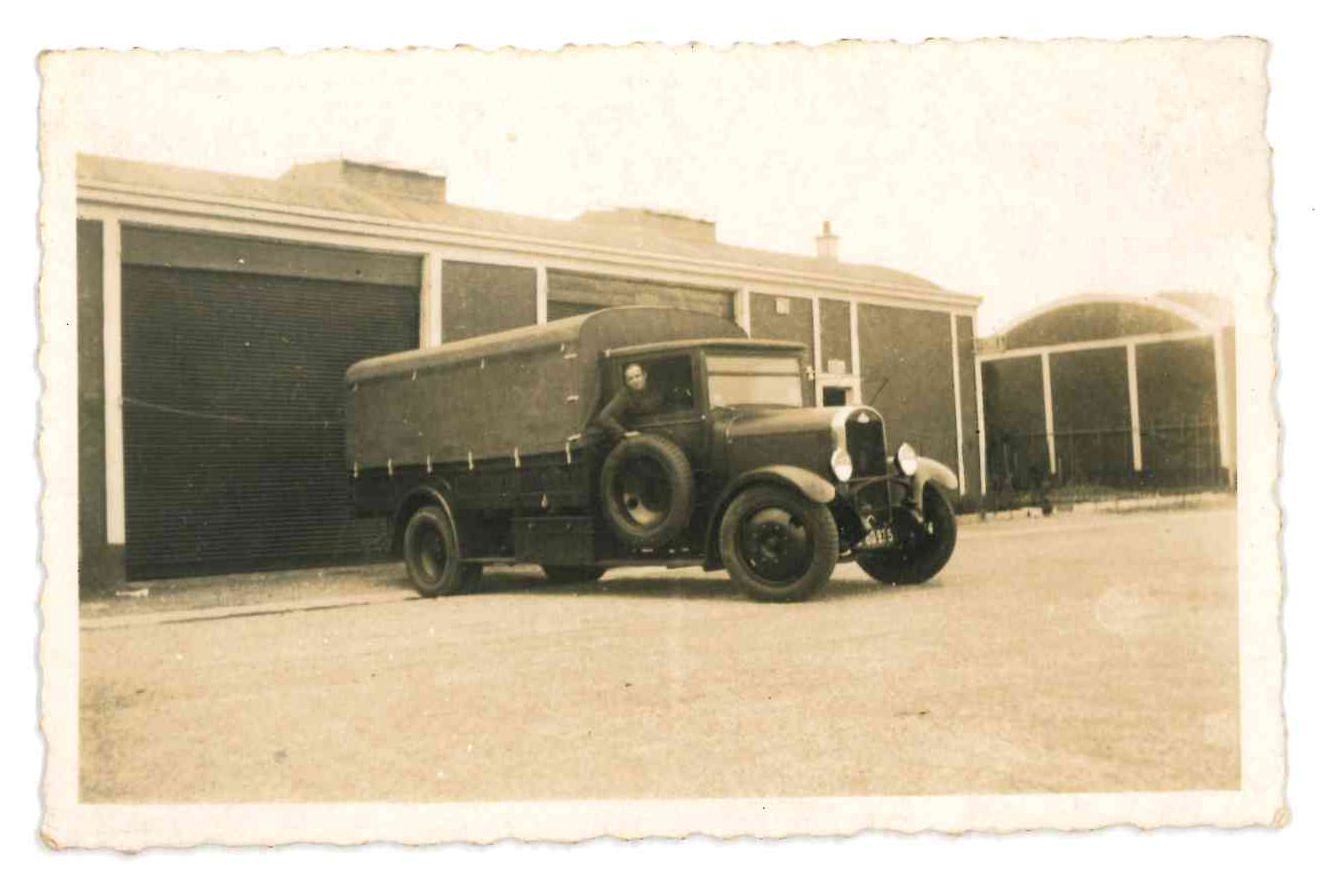
Delahaye Type 103 der französischen Armee im Jahr 1935.

Der Delahaye Type 103 ist ein Nutzfahrzeug-Modell. Hersteller war Automobiles Delahaye in Frankreich.

## Beschreibung
Die Fahrzeuge wurden zwischen 1931 und 1941 hergestellt. Es gab die Ausführungen Type 103, Type 103 N, Type 103 G und Type 103 GA. Die Nutzlast beträgt bei einigen Varianten drei Tonnen, bei anderen vier.
Als Vorgänger gilt der Delahaye Type 89, obwohl sich die Bauzeit etwas überschnitt. Zur Wahl standen Ottomotor, Dieselmotor und Holzgasgenerator. Es war der meistverkaufte Lastkraftwagen von Delahaye in den 1930er Jahren. Daneben gab es eine Ausführung als Omnibus.
Vom Ottomotor ist bekannt, dass er sechs Zylinder mit jeweils 80 mm Bohrung und 107 mm Hub hat, was 3227 cm³ Hubraum ergibt. Er war auch Basis für die Motoren in den Personenkraftwagen Delahayes. Vom Dieselmotor sind keine Details bekannt.
Das Militär bestellte 1350 Lkw dieses Typs.
Es gab auch Feuerwehrfahrzeuge.